# Ринкон Еслава (Ла Магдалена Контрерас)
Ринкон Еслава (шп. Rincón Eslava) насеље је у Мексику у савезној држави Мексико Сити у општини Ла Магдалена Контрерас. Насеље се налази на надморској висини од 2550 м.

## Становништво
Према подацима из 2010. године у насељу је живело 7 становника.

### Хронологија
| Година       | 2000         | 2005       | 2010 |
| ------------ | ------------ | ---------- | ---- |
| Становништво | 37 (19 / 18) | 12 (6 / 6) | 7    |

### Попис
| # | Индикатор                     | Вредност |
| - | ----------------------------- | -------- |
| 1 | Укупно домаћинстава           | 2        |
| 2 | Укупно насељених домаћинстава | 2        |
| 3 | Величина локације             | 1        |